# Betsy McCaughey

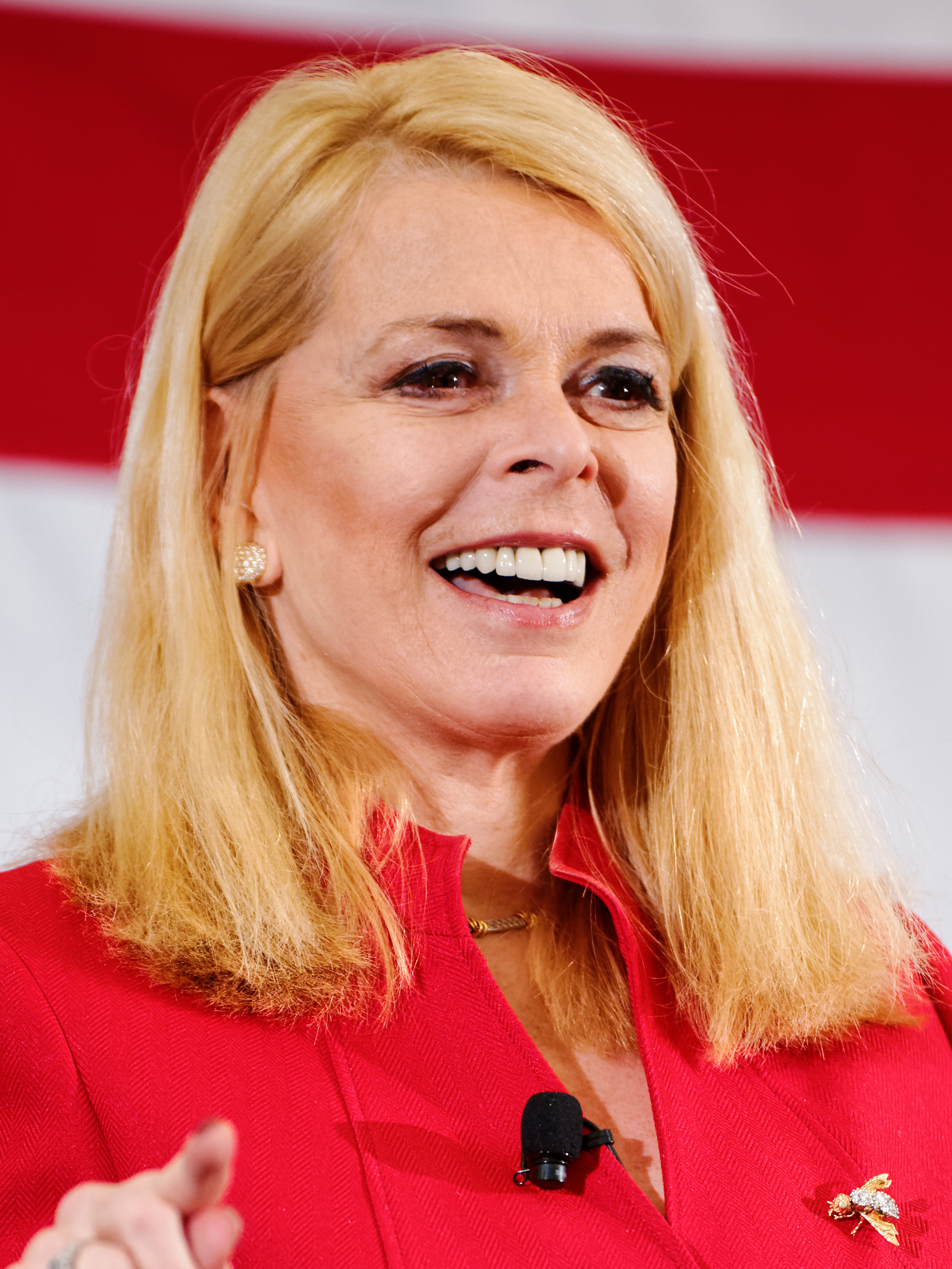
Betsy McCaughey (2015)

Betsy McCaughey (* 20. Oktober 1948 in Pittsburgh,  Pennsylvania) ist eine US-amerikanische Politikerin. Zwischen 1995 und 1998 war sie Vizegouverneurin des Bundesstaates New York.

## Werdegang
Elizabeth Helen Peterken, so ihr Geburtsname, war auch unter dem Namen Betsy McCaughey Ross bekannt, der aus der Zeit ihrer im Jahr 1998 geschiedenen zweiten Ehe mit Wilbur Ross stammt. Der Name McCaughey stammt von ihrem ersten Ehemann Thomas K. McCaughey, von dem sie 1994 geschieden wurde. Später nahm sie diesen Namen wieder an. Sie absolvierte das Vassar College in Poughkeepsie (New York) und danach die Columbia University in New York City, wo sie Geschichte bzw. Verfassungsgeschichte studierte. Später gab sie auch einige historische Abhandlungen heraus. In den Jahren 1977 und 1978 lehrte sie am Vassar College das Fach Geschichte; von 1979 bis 1983 war sie an der 'Columbia University'. Ende der 1980er Jahre spielte sie mit dem Gedanken, Nachrichtenmoderatorin im Fernsehen zu werden, den sie aber wieder aufgab.
Politisch war sie bis 1997 Mitglied der Republikanischen Partei. Dann wechselte sie zu den Demokraten.  Im Jahr 2010 kehrte sie zu den Republikanern zurück. Ein Schwerpunkt ihrer politischen Arbeit war bzw. ist die Gesundheitspolitik. In den 1990er Jahren widersetzte sie sich der Gesundheitsreform von Präsident Bill Clinton. Später war sie auch gegen die Reform von Präsident Barack Obama.  1994 wurde McCaughey an der Seite von George Pataki zur Vizegouverneurin von New York gewählt. Dieses Amt bekleidete sie zwischen 1995 und 1998. Dabei war sie Stellvertreterin des Gouverneurs und Vorsitzende des Staatssenats. Während dieser Zeit kam es zu politischen Auseinandersetzungen zwischen Pataki und McCaughey, hauptsächlich in Fragen der Gesundheitspolitik. Pataki verkündete schließlich, dass er bei der Wahl im Jahr 1998 einen anderen Kandidaten für das Amt des Vizegouverneurs nominieren werde. Daraufhin wechselte McCaughey zur Demokratischen Partei, wo sie, allerdings erfolglos,  in den Gouverneursvorwahlen antrat. Aufgestellt wurde sie dafür von der Liberal Party of New York. Mit 1,65 Prozent der Stimmen belegte sie Platz vier.
Nach dem Ende ihrer Zeit als Vizegouverneurin blieb Betsy McCaughey politisch aktiv. Sie engagierte sich weiterhin in der Gesundheitspolitik und bekleidete in diesem Sektor einige Ämter. Ferner war sie Gründerin des Committee to Reduce Infection Death, das sich um die Reduzierung der Toten durch Infektionen bemühte. Sie wurde eine Gegnerin der Gesundheitsreform der Obama-Regierung und trat wieder den Republikanern bei, deren gesundheitspolitische Zielsetzungen sie unterstützt. Während der Präsidentschaftswahl in den Vereinigten Staaten 2016 gehörte sie zum Beraterstab von Donald Trump.